# Lionel Schwartz
Lionel Schwartz (* 7. Mai 1953 in Paris) ist ein französischer Mathematiker, der sich mit algebraischer Topologie befasst.
Schwartz studierte von 1972 bis 1976 an der École normale supérieure, erhielt 1976 seine Agrégation in Mathematik und wurde 1976 an der Universität Paris VII bei Max Karoubi promoviert. 1983 erfolgte der zweite Teil des damaligen französischen Promotionssystems (Doctorat d'État, entsprechend einer Habilitation), ebenfalls bei Karoubi (K-theorie et homotopie stable). Ab 1976 war er Attaché de recherches des CNRS und 1983 bis 1990 Chargé de recherches. 1990 wurde er Professor an der Universität Paris-Nord.
Er befasste sich unter anderem mit Moduln über Steenrod-Algebren und stabiler Homotopietheorie und veröffentlichte unter anderem mit Jean Lannes und Hans-Werner Henn.

## Schriften
- Unstable Modules over the Steenrod Algebra and Sullivan's Fixed Point Set Conjecture (= Chicago Lectures in Mathematics Series.). University of Chicago Press, Chicago IL u. a. 1994, ISBN 0-226-74202-4.
- Algèbre. Mathématiques pour la licence. Cours et exercices avec solutions. Dunod, Paris 1998, ISBN 2-10-003581-9.
- mit Vincent Franjou, Eric Friedlander, Teimuraz Pirashvili: Rational Representations, the Steenrod Algebra and Functor Homology (= Panoramas et Synthèses. 16). Société Mathématique de France, Paris 2003, ISBN 2-85629-159-7.